# 2000 en Grèce
Chronologie de la Grèce
- 1996
- 1997
- 1998
- 1999
- 2000
- 2001
- 2002
- 2003
- 2004

Cette page concerne les évènements survenus en 2000 en Grèce  :

## Évènement
- 8 février : Élection présidentielle.
- 9 avril : Élections législatives.
- 13 avril : Gouvernement Simítis III.
- 8 juin : Assassinat, par l'organisation révolutionnaire du 17-Novembre, à Athènes, de Stephen Saunders (en), officier de l'Armée britannique et attaché militaire.
- 4 juillet : Atterrissage train rentré du vol Malév 262 (en) à Thessalonique (pas de blessé).

## Cinéma - Sortie de film
- 10-19 novembre : Festival international du film de Thessalonique.
- Bon Plan
- Polaroïd
- Safe Sex

## Sport
- octobre 1999-10 mars : Organisation de la coupe des vainqueurs de coupe masculine de volley-ball à Athènes.
- 16-19 mars : Organisation des championnats du monde de natation en petit bassin à Athènes.
- 18-20 avril : Organisation de l'EuroLeague Final Four (en) à Thessalonique.
- 4-7 mai : Organisation des championnats d'Europe de taekwondo à Patras.
- 15 septembre-1er octobre : Participation de la Grèce aux Jeux olympiques d'été à Sydney en Australie.
- 18-29 octobre : Participation de la Grèce aux Jeux paralympiques d'été 2000 (en) à Sydney en Australie.
- Championnat de Grèce de basket-ball 1999-2000 (en)
- Championnat de Grèce de basket-ball 2000-2001 (en)
- Championnat de Grèce de football 1999-2000
- Championnat de Grèce de football 2000-2001
- Création des championnats de Grèce de cyclisme sur route et du Championnat national grec du contre-la-montre (en)
- Création du club de football de Grevena Aerata F.C. (en)

## Création
- Alerte populaire orthodoxe, parti politique.
- Atcom (en), entreprise digitale.
- Banque Millenium (en)
- Centre médical Interbalkan (en)
- Mise en service de la ligne 2 du métro d'Athènes (entre Sepólia et Dáfni)
- Mise en service de la ligne 3 du métro d'Athènes (entre Sýntagma et Cholargós (en))
- Musée archéologique d'Abdère (en)
- Musée national d'Art contemporain d'Athènes
- Mouvement pour la gauche unie en action (en), parti politique.
- Musée de la guerre de Thessalonique
- Observatoire des oiseaux d'Anticythère (en)
- Optima bank (en)
- Palais de la musique de Thessalonique
- Parc national de Schiniás-Marathon
- Parc zoologique Attique
- Renouveau communiste (en), parti politique.
- Union régionale démocratique (en), parti politique.
- Vogue (en), magazine.

## Dissolution
- Première ligne (parti politique) (en)
- Printemps politique

## Naissance
- Geórgios Germenís, musicien et personnalité politique.
- Leftéris Lýratzis, footballeur.
- Yiánnis Michailídis, footballeur.
- Ilías Panayiótaros, personnalité politique.
- Stavroúla Tsolakídou, grand maître international d'échecs.

## Décès
- Adamántios Androutsópoulos, avocat, professeur et personnalité politique.
- Vasílis Georgiádis, réalisateur.
- Elísa Goulandrís (en), collectionneuse d'art et épouse de Vassílis Goulandrís (en)
- Aristóvoulos Mánessis, juriste, professeur d'université et académicien.
- Spíros Markezínis, écrivain et personnalité politique.
- Nicolas Oikonomidès, historien.
- Jeanne Tsatsos, poétesse.